# V boj

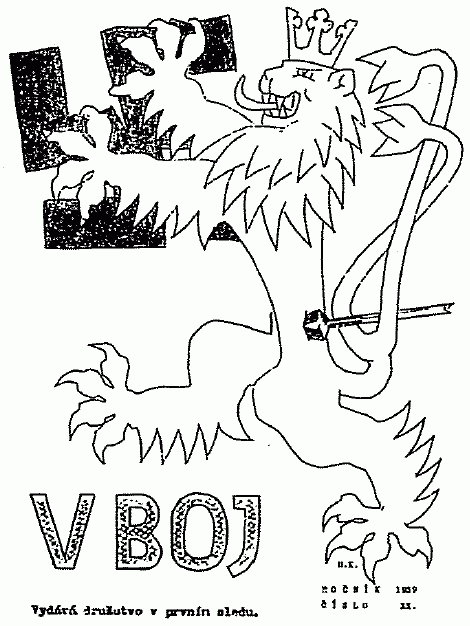
Titelseite V boj, 11/1939

Das Periodikum V boj, deutsch „In den Kampf“ (nicht selten als Imperativ mit einem Ausrufezeichen geschrieben: V boj!), war eine Zeitschrift, die in den Jahren von 1917 bis 1919 für die Eigenstaatlichkeit der Tschechoslowakei eintrat. In der Zeit von 1939 bis 1941 war es eine der bedeutendsten illegalen Zeitschriften des tschechoslowakischen Widerstandes im Protektorat Böhmen und Mähren mit engen Beziehungen zu der Widerstandsgruppe Obrana národa.

## Die Zeit 1917–1919
Während des Ersten Weltkrieges kam es an der österreichisch-italienischen Front auch zur Gefangennahme tschechischer beziehungsweise slowakischer Soldaten, die in den k.u.k. Streitkräften kämpften. Sie wurden ab 1915 unter anderem im Gefangenenlager von Santa Maria Capua Vetere bei Neapel interniert. Hier hat sich am 17. Januar 1917 das Tschechoslowakische Freiwilligenkorps (Československý dobrovolnický sbor) konstituiert, ein Vorläufer der in Italien an der Seite der Entente kämpfenden tschechoslowakischen Auslandsarmee, die auch unter dem Namen Tschechoslowakische Legionen bekannt war. Ab März hat dieses Korps die Zeitschrift V boj herausgegeben, die ab Februar 1918 als offizielle Zeitschrift des Tschechoslowakischen Nationalausschusses weitergeführt wurde und in Rom erschien. Die letzte Ausgabe erschien im Juli 1919.

## Die Zeit 1939–1941

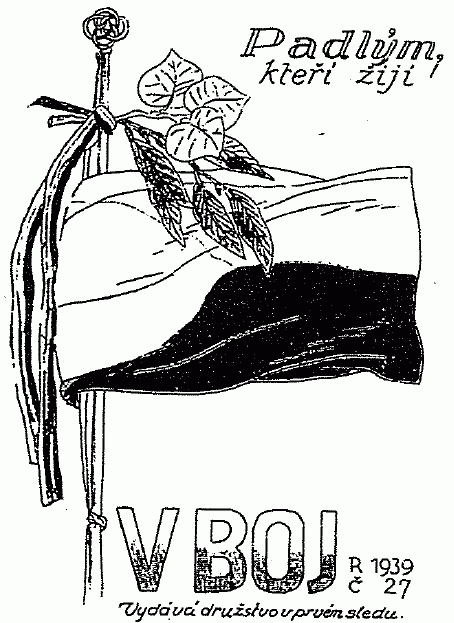
Titelseite V boj (27/1939) mit der Widmung „Padlým, kteří žijí“ (Den Gefallenen, die leben)

Während der Zeit des Protektorats wurden durch die verschiedenen Widerstandsgruppen zahlreiche illegale Periodika herausgegeben. Die wichtigste von ihnen war die nichtkommunistisch orientierte Zeitschrift V boj, welche in der Zeit von 1939 bis 1941 erschien und durch verschiedene Redaktionen herausgegeben wurde (nicht selten spricht man nicht über die Zeitschrift V boj, sondern über die Gruppe V boj). Den Anstoß dazu gab der Präsident Edvard Beneš in seiner Rundfunkansprache vom 19. März 1939 in Chicago, in der er zum Widerstand aufrief. Die überregionalen Ausgaben wurden in Prag durch insgesamt drei redaktionelle Gruppen herausgegeben und verbreitet: zuerst vom Mai bis November 1939 von einer Gruppe um Josef Škalda, die sich auch „Družstvo v prvním sledu“ (deutsch in etwa „Genossenschaft der ersten Folge“) nannte; nach deren Verhaftung und Liquidierung durch die Gestapo übernahm die Herausgabe eine Gruppe um Vojtěch Preissig, der bereits seit Anfang an für die künstlerische Ausgestaltung verantwortlich war – sie nannten sich „Druhý nástup“ (in etwa „Zweiter Aufmarsch“) und waren bis Ende 1940 tätig; parallel dazu wurde die Zeitschrift vom Dezember 1939 bis März 1941 auch durch Mitglieder der aus ehemaligen Armeeangehörigen bestehenden Widerstandsgruppe Obrana národa hergestellt, die eine Art militärische Untergrundarmee darstellte. Während die letzteren zwei Gruppen zuerst voneinander nicht wussten und erst später Kontakte aufnahmen, hat sich Obrana národa teilweise an der Finanzierung der ersten Gruppe beteiligt. Zusammengefasst handelte es sich um folgende drei Gruppen:
- Gruppe „Družstvo v prvním sledu“, März 1939 – November 1939
- Gruppe Spořilov / Preissig, November / Dezember 1939 – Ende 1940 / Anfang 1941
- Gruppe Holešovice / Obrana národa (zuletzt ÚVOD), November 1939 – März / April 1941

### Gruppe „Družstvo v prvním sledu“ / Škalda
Nach dem 15. März 1939 bildete sich um den ehemaligen Legionär Josef Škalda die erste Gruppe, die eine Zeitschrift für den antinazistischen Widerstand herausgeben wollte; dazu gehörte von Anfang an auch der bekannte Illustrator, Zeichner und Grafiker Vojtěch Preissig, der zusammen mit Josef Sejkora vorschlug, regelmäßig eine Zeitschrift zu veröffentlichen und für diese den Titel von 1917 zu verwenden – V boj. Die ersten Ausgaben der Zeitschrift erschienen in einer Auflage von etwa 500 Exemplaren, die später erheblich gesteigert werden konnte.
An der illegalen publizistischen Tätigkeit zeigten ihr Interesse auch weitere Widerstandsgruppen wie Obrana národa, Politické ústředí und Petiční výbor Věrni zůstaneme. Durch Kontakte zu der Widerstandsgruppe Obrana národa gelang es im Sommer 1939, eine finanzielle Zuwendung von 50.000 Kronen zu erhalten, was dann eine Auflage von etwa 5.000 Exemplaren (anderen Angaben zufolge 7.000 Exemplaren) ermöglichte – allerdings wurden die meisten Ausgaben weiter vervielfältigt und kolportiert. Gleichzeitig musste sich die ursprüngliche Redaktion des Einflusses der neuen Sponsoren erwehren. Außer Kommentaren und Einschätzungen der allgemeinen politischen Lage veröffentlichte die Zeitschrift auch Übersetzungen aus der ausländischen Presse, Nachrichten von der Exilregierung in London (abgehört im Radio oder zugestellt mit Kurieren), aber auch Gedichte oder Grafiken. Zu den Redakteuren gehörte auch die Schriftstellerin Milena Jesenská, die zeitweise die leitende Rolle übernahm. Der Gruppe gelang es, insgesamt 27 Ausgaben herauszugeben, bis sie im November 1939 durch die Gestapo ausgehoben wurde, nachdem sie die Ausgabe Nummer 26 der Problematik des 28. Oktobers widmete (Demonstrationen zum Jahrestag der Gründung der Tschechoslowakei 1918). Škaldas Gruppe umfasste mit allen Mitarbeitern, die auch für den Vertrieb verantwortlich waren, über 500 Personen und war in der Lage, praktisch das gesamte Gebiet mit der Zeitschrift zu versorgen.

### Gruppe Spořilov / Preissig
Der Verhaftung der ersten redaktionellen Gruppe entkamen einige Mitglieder aus dem Prager Bezirk Spořilov mit Vojtěch Preissig und seiner Tochter Irena Bernášková an der Spitze. Bereits zwei Wochen nach der Verhaftung der Redaktion setzten sie die Herausgabe der Zeitschrift mit der Ausgabe der Nr. 28 fort. Die Auflagen waren erheblich kleiner, zuerst nur mehrere Hundert Exemplare, weil die finanzielle Unterstützung der Obrana národa ausfiel; die treibende Kraft wurde zunehmend Irena Bernášková, bei der Gestaltung hat sich die Künstlerin Milada Marešová hervorgetan. Am 21. September 1940 wurde die gesamte Gruppe, über 40 Personen, verhaftet, nachdem sie insgesamt 37 Ausgaben der Zeitschrift herausgebracht hatte.
Nach der Zerschlagung der Gruppe erschienen allerdings noch einige unregelmäßige Ausgaben, man schätzt insgesamt etwa sechs, die letzte irgendwann am Anfang 1941; verantwortlich zeichnete eines der ganz wenig nicht verhafteten Mitglieder, Vladimír Hruban, Růžena Pelantová und Vladimír Krajina.

### Gruppe Holešovice / Obrana národa

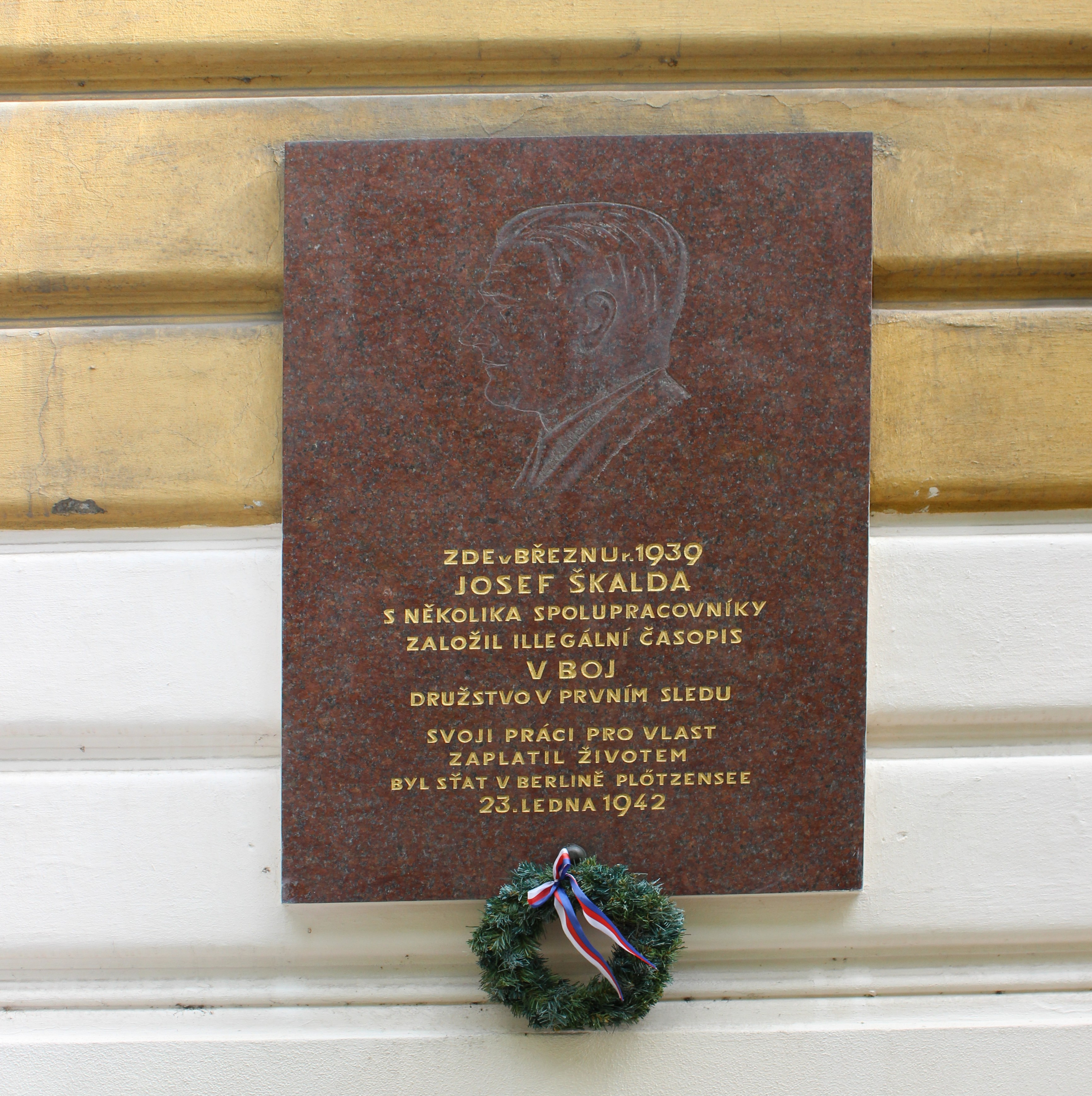
Gedenktafel am Haus Budečská ul. 14 in Prag, in dem V boj gegründet wurde

Nach der Zerschlagung der Gruppe um Josef Škalda im November 1939 aktivierten sich jedoch ebenfalls Mitglieder der Widerstandsgruppe Obrana národa, die sich auch verpflichtet fühlten, die illegale Zeitschrift weiterzuführen, zumal sie seit August 1939 finanziell aber auch redaktionell an der Zeitschrift beteiligt waren. Zu den aktivsten Mitarbeitern gehörten die Offiziere Karel Lukeš, Jan Sadílek, Ladislav Brázda und später Josef Sojka; engte Kontakte bestanden auch zu der an Obrana národa angeschlossene Gruppe Tři králové (Josef Mašín, Václav Morávek und Josef Balabán). Aufgrund der militärisch straffen Organisationsstruktur und vorhandenen finanziellen Mitteln gelang es, schnell alle technischen wie redaktionellen Voraussetzungen zu schaffen, so dass bereits Ende November 1939 die erste Ausgabe erscheinen konnte – ebenfalls fortlaufend nummeriert, als die Ausgabe Nr. 28. Die Infrastruktur der Gruppe befand sich am Anfang im Prager Bezirk Holešovice, weshalb die Gruppe und Zeitschrift auch „militärische V boj“ oder „V boj aus Holešovice“ genannt wurde, und sie erschien im Titel mit dem Zusatz „Vydává H“ („herausgegeben in/von H“). Einige Folgen der durch die Obrana národa herausgegebenen Zeitschrift wurden in den Räumlichkeiten der Klempnerfirma von Josef Líkař in der Straße Karlovarská (Stadtteil Bílá Hora) hergestellt; Líkař, der später wegen seiner Widerstandstätigkeit ebenfalls hingerichtet wurde, stellte seine Firma der ON als Waffen- und Sprengstoff-Depot zur Verfügung (und betrieb teilweise auch ihre Herstellung); außer ihn war auch seine ganze Familie beteiligt.
Erst Anfang 1940 wurde für die einzelnen Redaktionsgruppen offensichtlich, dass es mehrere Redaktionen gibt. Im Frühjahr 1940 kam es zu Gesprächen zwischen den Gruppen aus Spořilov und Holešovice, die jedoch nur teilweise zu Absprachen führten, weil sich beide Gruppen als Nachfolger der ursprünglichen Zeitschrift fühlten und eine Aufgabe der jeweiligen Zeitschriftsversion ablehnten. Als Kompromiss wurde vereinbart, dass beide Zeitschriften wöchentlich abwechselnd erscheinen und soweit möglich die Verteilernetze der jeweils anderen in Anspruch nehmen können.
Gegen die Widerstandsgruppe Obrana národa und infolgedessen auch gegen die Mitarbeiter der Zeitschrift verliefen mehrere Verhaftungsaktionen, unter anderen im Februar (und in den folgenden Wochen), im Juli und Juni 1940, eine besonders große Verhaftungswelle geschah im September 1940, als innerhalb kurzer Zeit angeblich 100 Personen verhaftet wurden, führte dies zu einer erheblichen Schwächung der Infrastruktur. Die Zeitschrift erschien zwar weiter, allerdings nur monatlich, und wurde während dieser Zeit durch die Widerstandsgruppe ÚVOD übernommen; vermutlich im März oder April 1941 ging sie ein.

### Andere Gruppen
Auf dem Gebiet des Protektorats Böhmen und Mähren gab es auch zahlreiche weitere Gruppen auf lokaler Ebene, welche an die Zeitschrift angeschlossen waren. Es handelte sich dabei nicht nur um Distributionsnetze für die jeweilige Zeitschrift aus Prag, sondern auch um Zulieferer von Druckmaterial, redaktionelle Mitarbeiter, oder um Gruppen, die für die ausgelagerte Vervielfältigung zuständig waren, damals häufig noch mit dem ineffizienten, spiritusorientierten Ormigverfahren, das aufgrund des Matrizenverschleisses nur für sehr niedrige Auflagen geeignet war. Außerdem gab es auch Gruppen, die keine feste Anbindung zu anderen hatten und welche die nur zufällig an sie gelangten Exemplare weiter in Eigenarbeit vervielfältigten. Über diese Gruppen ist noch weniger bekannt als über die drei Prager Hauptgruppen.
Berichten zufolge waren es besonders in Nordostböhmen einige aktive Widerstandsgruppen. In der Region von Hradec Králové entstand eine Gruppe, durch verwandtschaftliche Beziehungen begünstigt, bereits parallel zu der Prager Redaktion von Josef Škalda, die ab etwa Mai 1939 die Zeitschrift zuerst in der Form von Flugblättern nachdruckte, später auch ganze Ausgaben auf Matrizen neu schrieb und druckte und außerdem bei dem Vertrieb der Prager V boj mithalf. Ihr großer Verteilernetz belieferte große Teile der nordostböhmischen Region, darunter die Städte und Gemeinden Pardubice, Chrudim, Ústí nad Orlicí, Jaroměř, Dobruška, Rychnov nad Kněžnou, Žamberk bis hin nach Poděbrady, Pečky, Nymburk, Česká Třebová, Trutnov und aqndere; in einigen dieser Gemeinden wurden dann kleinere Gruppen angeleitet, wie man ausgewählte Texte als Flugblätter weiter vervielfältigen kann. Zu den aktivsten Personen gehörten František Holický und Václav Škalda (Bruder des Prager Aktivisten Josef Škalda). Die Gruppe war eng verflochten mit dem OVV (Militärisches Kreiskommando) der Obrana národa, in dessen Regie darüber hinaus zwei eigene Mutationen der Prager Zeitschrift erschienen – Boj pod Zvičinou (Boj unter Zvičina, ein Hügel bzw. ein Berg, in dessen Umgebung sich mehrere Gemeinden befinden.) und Boj v Podkrkonoší (Boj im Riesengebirge-Vorland).

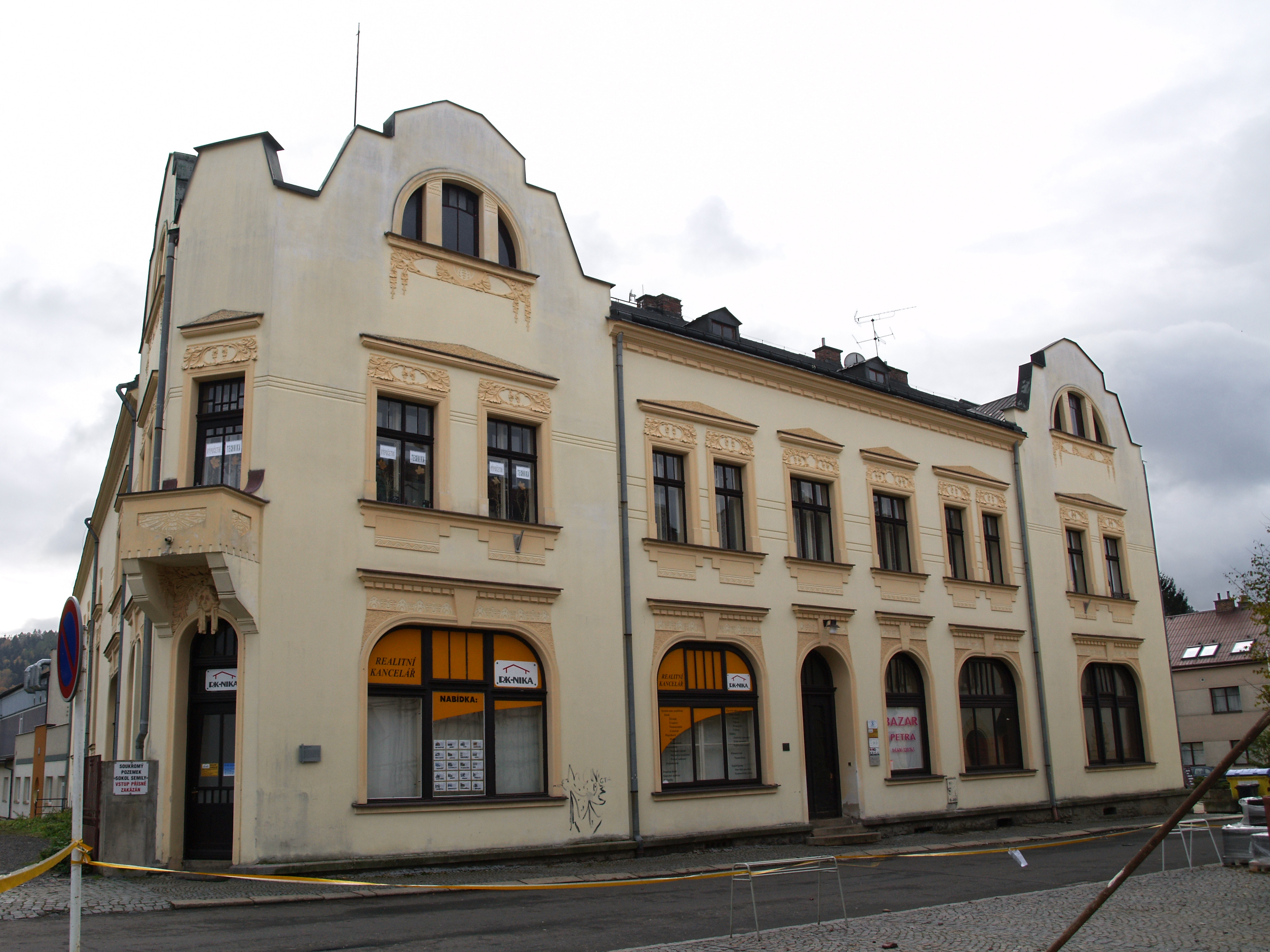
Dělnický dům in Semily, später Sokolovna, wo zeitweise die Zeitschrift „V boj“ hergestellt wurde.

In Hořice in der gleichen Region entstand bereits nach dem 15. März 1939 eine illegale Gruppe um den ehemaligen Legionär in Russland Jan Hakl. Sie stellte zuerst Flugblätter mit Texten aus dem Prager V boj der Gruppe Škalda und aus anderen Quellen her. Ab Dezember 1938, nachdem die erste Prager Redaktion ausgehoben wurde, erschien in Hořice eine neue Folge, beginnen (ähnlich wie bei den beiden Nachfolgezeitschriften in Prag) mit der Nr. 28; es handelte sich dabei um teilweise selbstgeschriebene Texte, aber auch um Beiträge, die aus den beiden Prager Zeitschriften übernommen wurden. Gleichzeitig entstanden ähnliche Gruppen in den nahen Gemeinden Miletín und Semily, welche sich ebenfalls redaktionell wie auch herausgeberisch betätigten. Alle arbeiteten eng zusammen, hatten auch Kontakte zu Prag wie zu lokalen Gruppen der Obrana národa. Insgesamt entstanden so 23 Ausgaben diese eigenständigen Zeitschrift, elf davon in Semily, die letzte Nr. 50 erschien Ende Mai 1940.

### Bedeutung
Die illegale Zeitschrift V boj hatte das Verdienst, dass sie auf dem gesamten Gebiet des Protektorats Böhmen und Mähren die Rolle der Stimme des Widerstandes übernehmen konnte, dies sowohl durch die Berichterstattung über den Widerstand selbst, durch Übermittlung der Nachrichten aus dem Ausland und insbesondere der Exilregierung in London sowie auch durch Vermittlung der Ansichten und Pläne über die Zukunft, wie sie in dem breit gestreuten Widerstand vorherrschten. In der Zeitschrift, die nach allen Seiten offen war, erschienen viele Beiträge verschiedener führender Persönlichkeiten der Widerstandsgruppen, außer Obrana národa, der Organisation der ehemaligen Armeeangehörigen, und ÚVOD, dem Dachverband des Widerstandes zu dieser Zeit, auch besonders von Vertretern von Petiční výbor Věrni zůstaneme (PVVZ). Diese bedeutende Gruppe, die sehr viel theoretische Arbeit leistete, hat in den Jahren 1939–1941 das programmatische Dokument Za svobodu... (Für die Freiheit...) verfasst, das auf linkssozialdemokratischen Dokumenten von 1933 basierte und in vieler Hinsicht eine genauere Einschätzung der Lage sowie strukturiertere Vorstellungen über die Nachkriegsentwicklung lieferte als andere. Von Bedeutung war auch die Mitarbeit führender Schriftsteller, Maler und anderer Künstler.
Eine genaue Übersicht darüber, wie viele Mitarbeiter verhaftet oder gar hingerichtet wurden, liegt bis heute nicht vor.